# César Herrera
César Herrera – panamski zapaśnik walczący w obu stylach. Brązowy medalista igrzysk Ameryki Środkowej i Karaibów w 1986 i srebrny na igrzyskach boliwaryjskich w 1985 roku.